# Билимби
Билимби, или Огуречное дерево (лат. Averrhoa bilimbi) — растение семейства Кисличные, вид рода Averrhoa, культивируемое в тёплых странах ради плодов.

## Распространение
Родина Билимби — Малайзия. В настоящее время культивируется в Индонезии, Таиланде, Индии, Филиппинах, Мьянме, Шри-Ланке, Танзании. В 1793 году был завезён на Ямайку и в скором времени распространился на все Антильские острова, Колумбию, Венесуэлу, Эквадор, Гайану, Суринам, Бразилию, Северную Аргентину и страны Центральной Америки.

## Биологическое описание
Билимби — красивое листопадное дерево высотой 5—10 м с коротким стволом, разветвляющимся на несколько вертикальных ветвей. Листья сложные, 30—60 см длиной, состоящие из 11—37 овально-продолговатых листочков, расположенных супротивно и направленных вниз. Они зелёные сверху и бледно-зелёные снизу, покрыты пушком, 2—10 см длиной и 1,2—1,25 см шириной. Цветки ароматные пятилепестковые, желтовато-зелёные или багрянистые, собранные в метёлки, растут прямо на стволе или на самых старых толстых ветвях. Плоды эллиптические, со слабо выраженными пятью рёбрами, 4—10 см длиной. Растут гроздьями. У основания они прикрыты маленькой звездообразной чашечкой, а на их концах заметны остатки цветка. Недозрелые плоды ярко-зелёного цвета и имеют хрустящую мякоть, при созревании они становятся жёлто-зелёными, цвета слоновой кости или почти белыми. Мякоть созревших плодов — зелёная мягкая желеобразная сочная и довольно кислая. Иногда она содержит несколько гладких коричневых дискообразных семян около 6 мм шириной.

## Использование
Плоды билимби слишком кислые, чтобы быть съеденными в свежем виде. Иногда недозрелые сырые плоды употребляют вместе с варёным рисом, бобами, рыбой или мясом. Спелые плоды добавляются в карри, идут на изготовление прохладительных напитков и маринадов. Из них изготавливают также варенье и желе, предварительно, чтобы уменьшить кислотность, плоды прокалывают и вымачивают в солёной воде, затем варят с большим количеством сахара. Цветки также иногда консервируются с сахаром. Сок билимби из-за высокой концентрации в нём щавелевой кислоты используется для отмывания рук от краски, отбеливания белых тканей, снятия тусклости с латуни. На Филиппинах листья билимби прикладывают при кожных сыпях и ревматизме. В других местах их прикладывают на места укусов ядовитых животных. Отвар листьев употребляется как отхаркивающее средство. Его вливание также эффективно при воспалении прямой кишки. Отвар цветков применяется как средство от кашля и диареи.
- Плод билимби (из-за внешней схожести с плодами огурцов растение также называют огуречным деревом)
- Плоды билимби